# アブドッラフマーン・アル＝バッザーズ
アブドッラフマーン・アル＝バッザーズ（アラビア語：عبد الرحمن البزازʿAbd ar-Raḥman al-Bazāz、1913年2月20日 - 1973年6月23日）は、イラクの政治家・著作家である。汎アラブ主義を支持していた。バグダード大学法学部学部長となり、後にイラク首相（在職期間：1965年9月21日－1966年8月9日）を務め、在職中には大統領代行も3日間だけ経験した。政治姿勢は、民間専門家の助言に基づき、政府を徐々に民政移管することだったが、軍の反発を招いた。
バアス党政権時に反政府活動に参加したという理由で拷問を受け、投獄された。後に病気のために釈放され、治療のためにイギリスのロンドンに移住したが、結局、1973年に死亡した。

## 出生及び学歴
1913年、バグダードのスンナ派ムスリムの家庭に生まれる。弟は植物生態学者である。
バグダードで中等教育を受け、1934年にバグダード大学法学部を卒業した。1938年にキングス・カレッジ・ロンドンで彼の法学研究を修了した。1930年代、汎アラブ主義とアラブ･ナショナリズムの奨励をしていた学術的クラブに加盟していた。1941年に反イギリス蜂起を支援したが失敗し、第二次世界大戦終戦まで政府に拘束されていた。

## 政治的キャリア
第二次世界大戦終戦で釈放され、バグダード大学法学部学部長に選出された。しかし、1956年、フランス、イギリス、イスラエルのエジプト侵攻(スエズ危機/第二次中東戦争)に抗議し、親イギリス的な政府によって国外追放された。1958年7月14日革命による親イギリス的な王政の崩壊で帰国を果たし、学部長に復帰した。しかし、王政崩壊後のアブドルカリーム・カーシム政権とも汎アラブ主義を巡り対立が生じた。再び拘束されて釈放された後、エジプトへ逃れてアラブ連盟のアラブ研究所所長となった。
一方で多数の著作を執筆した。法律、イラク史、アラブ･ナショナリズム、イスラム教などさまざまなテーマで12冊以上の書籍を出版した。彼は著作において、アラブ・ナショナリズムとイスラム教には明白な違いがないとの見解を示していた。アラブ・ナショナリズムは人種や血統に基づくものではなく、言語、歴史、精神性、生活の中の基礎的利益に依拠するものであると考えていた。そして、イスラム教には宗教的信念に加え、社会システム、人生哲学、経済や政治の制度としての意味合いもあると見なしていた。
1963年に軍とバアス党によってカーシム政権が打倒された(ラマダーン革命)後、再び帰国を果たした。
アブドッサラーム・アーリフ大統領(1963年～1966年在任)は、バッザーズを幾つかの政治ポストに任命した。初めに駐アラブ連盟大使に選ばれ、次に駐イギリス大使となった。1964年～1966年には、OPEC(石油輸出国機構)事務総長を務めた。1965年9月、副首相に指名された。直後に当時の首相が反乱を計画したため、アブドッサラーム大統領は新内閣の組閣を決め、バッザーズはイラク初の文民首相に任命された。
バッザーズは、法の統治と1958年以降政治を支配してきた軍の影響力抑制を志向していた。バッザーズ内閣は徐々に民政化してきた。革命軍事評議会を国防評議会に置き換え、権限を防衛と治安維持に関することのみに限った。政治システムはそれ以前の政権に比べて開かれたものになった。首相として数多くの記者会見を開き、ラジオやテレビにも出演した。建設的な批判は奨励され、議会を建て直し、できるだけ早く選挙を実施することも約束された。
「賢明な社会主義」を提唱する第一次5カ年計画を発表し、公的部門と私的部門の調和を図ろうとした。また、公的企業と私的企業及び国内企業と海外企業の合弁企業も提唱した。「賢明な社会主義」理論は平等な分配を放棄せずに経済成長を促すものであった。
他に実現させようとした政策には「12の合意」がある。この目的はクルド人国籍を認め、クルド語を公用語の一つとして承認する憲法を制定することであった。計画では1964年の暫定憲法に定められた期限内に議会選挙を実施することになっていた。全ての政府機関にクルド人の代表権を認め、独自の政党を結成したり独自の新聞を発行したりする権利を与えようとしていた。しかし、1966年8月に首相を辞職させられたため、合意が調印されることはなかった。
1966年4月、航空機事故によってアブドッサラーム・アーリフ大統領が急死し、首相として大統領職を3日間のみ代行した。直後に大統領職を巡って権力闘争が起きた。国防評議会と内閣において必要な3分の2以上の支持が得られなかったので大統領には選ばれず、代わりに前大統領の兄のアブドッラフマーン・アーリフが大統領に選出された。1966年4月、新大統領に新内閣の組閣を命じられた。バッザーズは首相として、軍人の給与、特権、権力を抑制しようとしていた。そのため、軍の将校を中心とするグループに首相辞職を迫られた。
バアス党と親エジプト派の双方から、アラブ社会主義の敵であるとされ、1966年8月に辞職させられた。1968年の7月17日革命でバアス党が政権を取り、翌1969年1月に反政府活動に関わったという理由で逮捕された。彼は15ヶ月拘束されて拷問を受けた。1970年、病気を理由に釈放され、ロンドンで治療を受けた。1973年、そのままロンドンで死去した。